# Trzcińsko Zdrój
Trzcińsko Zdrój (Duits: Bad Schönfließ) is een stad in het Poolse woiwodschap West-Pommeren, gelegen in de powiat Gryfiński. De oppervlakte bedraagt 2,3 km², het inwonertal 2500 (2005).